# Monte Bove
Pour les articles homonymes, voir Bove.
Le monte Bove est une montagne des monts Sibyllins, en Italie. La cime Sud s’élève à 2 169 m d’altitude alors que la cime Nord culmine à 2 112 m.